# Carlos Torres Piña
Carlos Torres Piña (Paracho de Verduzco, Michoacán; 1 de marzo de 1979) es un político mexicano, actualmente miembro del partido Morena y anteriormente del Partido de la Revolución Democrática (PRD). Del 1 de octubre de 2021 al 4 de octubre de 2023 fue el secretario de Gobierno de Michoacán en la gobernatura de Alfredo Ramírez Bedolla. También ha sido diputado federal en dos ocasiones.

## Biografía
Carlos Torres Piña es licenciado en Derecho y Ciencias Sociales egresado de la Universidad Michoacana de San Nicolás de Hidalgo, así como diversos diplomados. Fue miembro activo del PRD de 1989 a 2019.
Ocupó numerosos cargos en la estructura del PRD en el estado de Michoacán, siendo consejero estatal y nacional, secretario de Asuntos Electorales; de Organización, Planeación y Desarrollo Institucional; y de Cultura Indígena y Derechos Humanos; así como presidente del comité estatal.
En 2009 fue electo diputado federal por primera ocasión, por la vía de la representación proporcional a la LXI Legislatura que concluyó en 2012 y en que ocupó los cargos de secretario de las comisiones de Juventud y Deporte; y, Bicamaral del Sistema de Bibliotecas; así como integrante de las comisiones de Defensa Nacional; y, de Economía.
En 2018 fue electo por segunda ocasión diputado federal, igualmente por vía plurinominal y en esta ocasión postulado por la coalición Por México al Frente, en la LXIV Legislatura se integró inicialmente en la bancada del PRD, en 2019 renunció a su militancia en dicho partido y se afilió a Morena, pasando a formar parte de su bancada.
En la Cámara de Diputados fue presidente de la comisión de Vivienda; e integrante de la comisión de Seguridad Social.